# Santa Inés (Burgos)
Pour les articles homonymes, voir Santa Inés.
Santa Inés est une commune d'Espagne de la province de Burgos dans la communauté autonome de Castille-et-León.

## Administration
| Période                                  | Période | Identité                 | Étiquette | Qualité |
| ---------------------------------------- | ------- | ------------------------ | --------- | ------- |
| 2007                                     |         | Ana María Sancho Barbero |           |         |
| Les données manquantes sont à compléter. |         |                          |           |         |